# Заемье (Вологодская область)
Заемье — деревня в Грязовецком районе Вологодской области.
Входит в состав Ростиловского муниципального образования, с точки зрения административно-территориального деления — в Ростиловский сельсовет.
Расстояние по автодороге до районного центра Грязовца — 14 км, до центра муниципального образования Ростилово — 7 км. Ближайшие населённые пункты — Филино, Обнорская Слобода, Звягино.
По переписи 2002 года население — 143 человека (67 мужчин, 76 женщин). Преобладающая национальность — русские (99 %).